# The Chinese Lives of Uli Sigg
The Chinese Lives of Uli Sigg ist ein 2016 veröffentlichter Dokumentarfilm des Filmemachers Michael Schindhelm. Zur Eröffnung des Museums für Visuelle Kultur M+ in Hongkong 2019 werden 1500 Werke zeitgenössischer chinesischer Kunst aus der Sammlung von Uli Sigg, die als Schenkung an das Museum übertragen wurden, präsentiert. Die Sammlung gilt als die wichtigste ihrer Art weltweit. Der Film zeichnet nach, wie der Schweizer Uli Sigg bereits Ende der 70er Jahre an ersten Projekten, mit denen sich China dem Westen gegenüber ökonomisch öffnete, beteiligt war und später durch seine Tätigkeit als Sammler die Vernetzung chinesischer Künstler förderte.

## Handlung
Der Dokumentarfilm begleitet die Beziehung zwischen Uli Sigg und der zeitgenössischen chinesischen Gesellschaft über die Etappen seiner beruflichen Laufbahn – von der Entwicklung des ersten Joint Venture für die Schindler-Gruppe über seine Zeit als Schweizer Botschafter in Peking, bis zu seiner Rückkehr in die Schweiz und der Kooperation mit dem Museum M+ in Hongkong. Die Verbindung zwischen Sigg und den Transformationen der chinesischen Kunstszene wird durch Protagonisten wie Wang Guangyi, Fang Lijun und Ai Weiwei vermittelt – neben Uli Sigg war dieser bereits Protagonist im Dokumentarfilm Bird’s Nest – Herzog & de Meuron in China. Gemeinsam mit den Archivaufnahmen aus Uli Siggs Zeit in China gewähren sie Einblick in das bis heute andauernde komplexe Verhältnis zwischen Staat und Kunst.

## Filmfestspiele
The Chinese Lives of Uli Sigg feierte seine Premiere am 9. Februar im Arthouse Le Paris, Zürich. Am 21. März fand die Asienpremiere in Hongkong statt.
Der Dokumentarfilm nahm bisher an mehreren internationalen Filmfestspielen teil. Dazu gehören unter anderem das 69° Festival del film Locarno, 35th Vancouver International Film Festival, Lo schermo dell’arte Film Festival in Florenz, Festival do Rio und das Art Film Festival in Beirut. Vom 19. bis zum 26. Januar folgte die Teilnahme an den 52. Solothurner Filmtagen.

## Kritik
„Der Dokumentarfilm «The Chinese Lives of Uli Sigg» des Theaterintendanten Michael Schindhelm […] bietet dazu faszinierende Innenansichten eines Westlers, der wie kaum ein anderer diesen Wandel aus eigener Anschauung kennt.“ Peter A. Fischer: Neue Zürcher Zeitung, 19. Februar 2016